# Tixcocoba
Tixcocoba is een monotypisch geslacht van spinnen uit de  familie van de Clubionidae (struikzakspinnen).

## Soort
- Tixcocoba maya Gertsch, 1977